# Chaetolopha oxyntis
Chaetolopha oxyntis är en fjärilsart som beskrevs av Edward Meyrick 1891. Chaetolopha oxyntis ingår i släktet Chaetolopha och familjen mätare. Inga underarter finns listade i Catalogue of Life.